# Tricicle

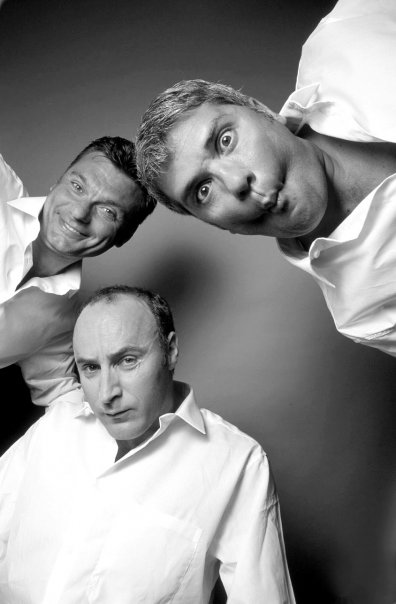
Tricicle

Tricicle est une troupe de théâtre comique catalane espagnole, fondée en 1979 et composée de Carles Sans, Joan Gràcia et Paco Mir.
Leur humour universel et l'absence de textes parlés dans leurs créations ont facilité la diffusion de leurs œuvres à l'international.
La troupe reçoit en 2009 la médaille d'or du mérite des beaux-arts, décernée par le Ministère espagnol de l'Éducation, de la Culture et des Sports.

## Spectacles
- 1982 : Manicomic
- 1984 : Exit
- 1986 : Slàstic
- 1992 : Terrrific
- 1996 : Entretres
- 1999 : Tricicle 20
- 2002 : Sit
- 2008 : Garrick
- 2012 : Bits
- 2012 : Ticket
- 2016 : Hits

## Filmographie
Longs métrages
- 1995 : Palace avec Jean Rochefort

Courts métrages
- 1993 : Quien mal anda, mal acaba
- 1995 : David
- 1996 : Mendigos sin fronteras
- 1997 : Polvo eres
- 2002 : Sit (documentaire)

Télévision
- 1987 : Tres estrelles
- 1992 : Festes populars
- 1994 : Xooof!
- 1999 : Peixera de BTV
- 2000-2003 : Dinamita
- 2005 : Trilita
- 2010 : Més dinamita

## Spectacles spéciaux
- 1992 : Jocs Paralímpics
- 1992 : Cerimònia de clausura dels Jocs Olímpics de Barcelona
- 1992 : Expo'92 Sevilla
- 1993 : Special Olympics
- 2004 : Inauguració del Museu Es Baluard de Palma
- 2004 : 25 + 25